# Мисисипски зарган
Мисисипската панцерна щука (Atractosteus spatula) е най-огромният представител на семейство панцерни щуки. Той живее в река Мисисипи, САЩ и нейните притоци. Възрастни екземпляри достигат дължина 3,1 метра и тегло над 100 кг. Най-големият уловен екземпляр е тежал 167 кг и е уловен от рибари – индианци с примитивен харпун.

## Хранене
Хищник е и се храни с риба, птици и плуващи бозайници.

## Сведения
Писмени сведения за тази риба имаме още от 19 век, като тогава е описана като „речен звяр подобен на алигатор“.
За нея обаче се говори още от индианците, които я описват като воден демон.